# Арктические Кордильеры
Арктические Кордильеры (англ. Arctic Cordillera, фр. Cordillère Arctique) — широкая, глубоко иссечённая горная цепь, протянувшаяся по северо-восточному краю Канадского Арктического архипелага от острова Элсмир до севера полуострова Лабрадор. Горный хребет покрывает бо́льшую часть восточного берега Нунавута обледенелыми пиками и одними из самых крупных ледников в стране, включая ледник Пенни на Баффиновой Земле. С востока Арктические Кордильеры ограничены морем Баффина, проливом Дейвиса и морем Лабрадор, а северная часть хребта омывается Северным Ледовитым океаном.

## Общие сведения
Арктические Кордильеры расположены, в основном, в Нунавуте, но продолжаются на юго-восток до северной оконечности Лабрадора и северо-востока Квебека. Горная система разделена на несколько хребтов, чьи горные вершины зачастую достигают двух километров. Высочайшая вершина кордильер — Барбо-Пик на острове Элсмир (2616 м), она же высочайшая в Нунавуте. Арктические Кордильеры — одна из трёх горных систем Канады вместе с северной частью Кордильер в Западной Канаде и канадским участком Аппалачей на полуострове Гаспе и в Атлантической Канаде.
Арктические Кордильеры — небольшая экозона по сравнению с остальными. В основном она граничит с североарктической, а небольшой фрагмент в Лабрадоре — с таёжным щитом (хотя вторая соседняя экозона не влияет на горную). Горная система Кордильер включает большинство арктических островов и регионов (Батерст, Корнуолл, Амунд-Рингнес, Эллеф-Рингнес, Элсмир, Баффинова Земля, Байлот, Лабрадор), однако экозона Кордильер включает только Элсмир, Баффинову Землю, Аксель-Хейберг, Байлот и Лабрадор.

## География

### Регионы
Арктические Кордильеры состоят из нескольких регионов. Большинство территории острова Элсмир покрыто этими горами, что делает его самым гористым в Канадском арктическом архипелаге. Элсмир считается частью островов Королевы Елизаветы, а мыс Колумбия является самой северной точкой Канады. Он занимает площадь 196 235 км² и является третьим по размеру островом в стране, а также десятым в мире. Первыми обитателями острова Элсмир были небольшие группы инуитов, охотившихся на карибу Пири, овцебыков и морских млекопитающих в 1000—2000 годах до н. э.
Остров Аксель-Хейберг также входит в арктический архипелаг; он крупнейший из островов Свердрупа. Он был обитаем, однако к 1900 году, когда Отто Свердруп дал ему имя, обитатели покинули остров. В 1959 году учёные из университета Макгилла исследовали фьорд Экспедишн (англ. Expedition), что привело к созданию Исследовательской станции Макгилл, построенной в 8 километрах от фьорда в 1960 году.
Баффинова Земля — крупнейший остров Канады и пятый в мире по площади (507 451 км²).
Крупнейший необитаемый остров на Земле, остров Девон, среди островов Королевы Елизаветы. На Девоне имелось поселение в гавани Дандас (англ. Dundas Harbour), однако позже оно было оставлено жителями.
Большинство территории острова Байлот покрыто Арктическими Кордильерами. Хотя здесь, как и на остальных островах Канадской Арктики, нет постоянного населения, инуиты из Понд-Инлет и других поселений регулярно посещают Байлот.

### Охраняемые территории
Больше одной пятой острова Элсмир включены в состав парка Куттинирпаак, в том числе семь фьордов и несколько ледников, озеро Хейзен, крупнейшее в мире заполярное озеро. Барбо-Пик, высочайшая вершина Канадского Арктического архипелага, находится на хребте Бритиш-Эмпайр. Самый северный горный хребет на планете, Челленджер, расположен в северо-западной части острова. Северная часть острова называется Землёй Гранта. В июле 2007 исследователями было отмечено исчезновение мест обитания водоплавающих птиц, беспозвоночных и водорослей на Элсмире. Согласно выводам Мэриэнн Дуглас (англ. Marianne S. V. Douglas) из университета Альберты и Джона Смола (англ. John P. Smol) из университета Куинс, потепление и испарение привели к изменению уровня воды при отливах и сопутствующим изменениям в химическом составе воды в прудах и заболоченных землях. Исследователи отмечают, что в 1980-х годах им зачастую приходилось надевать болотные комбинезоны, чтобы пройти к воде, а в 2006 те же места были достаточно сухи для того, чтобы загореться.
Парк Сирмилик на севере Баффиновой земли является местом обитания крупных сообществ толстоклювых кайр, обыкновенных моевок, и белых гусей. Парк состоит из трёх регионов — острова Байлот, пролива Оливера и пролива Борден.
В национальном парке Ауюиттук, расположенном на Баффиновой Земле на полуострове Камберленд, представлены разнообразные арктические ландшафты, в том числе фьорды, ледники и ледяные поля. В парке расположены знаменитые вершины Асгард и Тор высотой 1250 м и уклоном в 105°.
В парке Торнгат-Маунтинс, расположенном на полуострове Лабрадор, находится значительная часть южной оконечности Арктических Кордильер. Парк защищает множество арктических диких видов, в том числе, оленей, белых медведей, сапсанов и беркутов. Парк был основан 22 января 2005 года, что делает его первым на Лабрадоре.

### Ледники
Более сухая северная часть Арктических Кордильер в значительной части покрыта статичными вершинными ледяными шапками, а движущиеся ледники чаще встречаются на влажной южной оконечности. Значительные площади Элсмира покрыты льдом: ледяные поля Мэнсона и Сидкап (англ. Sydkap) на юге; ледяное поле Уэльса и ледяная шапка Агассиз (англ. Agassiz) на центрально-восточной стороне острова, значительное покрытие льдом на севере. Северо-западный берег был покрыт 500-километровым ледяным щитом до XX века. Из-за глобального потепления количество льда уменьшилось на 90 процентов, от поля остались независимые шельфовые ледники Альфред-Эрнест, Эйлс (англ. Ayles), Милн (англ. Milne), Уорд-Хант (англ. Ward Hunt) и Маркхэм. Исследование канадских ледников, проведённое в 1986 году, обнаружило исчезновение 48 км² (3,3 км³) льда у ледников Майлна и Эйлса в промежутке с 1959 по 1974 год. Ледник Уорд-Хант, где остался крупнейший фрагмент толстого льда (более 10 метров в толщину), потерял 600 км льда при расколе в 1961—1962 годах. В промежуток между 1967 и 1999 годом ледник сократился на 27 % в толщину. Таяние ледников Элсмира продолжилось в XXI веке: ледник Уорд раскололся летом 2002 года; Эйлс полностью обрушился в воду 13 августа 2005 года; эти процессы могут угрожать нефтедобыче в море Бофорта, в частности последняя отколовшаяся часть имела площадь 66 км².
Ледяная шапка Барнс находится в центральной части Баффиновой Земли, она отступает по крайней мере с начала 1960-х годов (когда в этот район была отправлена экспедиция из троих человек для измерения изостат отливов и особенностей поперечных долин реки Исорток).

## Геология
Северная часть Арктических Кордильер поднялась в мезозое, во время инуитской складчатости, когда Североамериканская плита подвинулась наверх. Она содержит магматические и метаморфические породы, однако по большей части состоит из осадочных пород. Горы на острове Аксель-Хейберг в основном состоят из длинных кряжей, сложившихся в средний мезозой и палеозой с небольшими интрузиями.
Арктические Кордильеры моложе Аппалачей, поэтому у эрозии не было времени, чтобы превратить эти горы в округлые холмы. Деревья в горах не растут, потому что не могут пережить суровые арктические зимы. Широкие пространства покрыты нетающими льдами и снегами. Арктические Кордильеры напоминают Аппалачи композицией и содержат аналогичные типы минералов. Из-за наличия более дешёвых в разработке месторождений на юге на этой горной системе горнодобывающая деятельность не ведётся.
Горы на юго-востоке Элсмира состоят в основном из гранита, гнейса, магматических недифференцированных интрузивных и вулканических пород. Они обычно подвергаются сильной эрозии и имеют явные глубокие трещины и узкие жилы.
Арктические Кордильеры составляют восточный край Канадского щита, покрывающего большинство территории страны. Докембрийские породы составляют большинство почвенного горизонта.

### Вулканизм
Горы эффузивного происхождения имеют возраст от 1,2 млрд лет до 65 млн лет. Позднемеловые вулканы Элсмира иногда относят к ранней активности исландской горячей точки и к поднятию Альфа. Несмотря на то, что вулканам Элсмира около 90 млн лет, на них всё ещё видна зола.
Верхнемеловая формация Стрэнд-Фьорд является примером расширения поднятия Альфа, вулканического поднятия, активного во время формирования Американо-азиатской впадины. Формация является частью сукцессии впадины Свердрупа, её образование предшествует последнему погружению впадины. Потоки толаитического базальта являются главным компонентом формации и представлены обломочными вулканическими породами, песчаником, алевролитами и редкими угольными жилами. Доминируют лавовые потоки толщиной от 6 до 60 метров поверхностной локализации. Пирокластовые осадочные породы чаще встречаются близ южного и восточного краёв формации, они представлены лахарами и пляжами. Формация содержит траппы на западе острова Аксель-Хейберг высотой 300 метров.
Формация Браво-Лейк в центральной части Баффиновой Земли представляет собой редкий щелочной участок, сформировавшийся в результате поднятия подводных участков в Палеопротерозой. Лава в вулканическом поясе имеет геохимические характеристики, схожие с современными океаническо-островными базальтовыми группами. Диапазон от среднефракционированных до сильнофракционированных профилей редкоземельных элементов аналогичен гавайскому.

## Наивысшие вершины
| Гора/вершина  | высота, м | Примечания                                       |
| ------------- | --------- | ------------------------------------------------ |
| Барбо-Пик     | 2616      | Высочайшая точка Элсмира                         |
| Уислер        | 2500      | Вторая по высоте вершина на Элсмире              |
| Содружество   | 2225      |                                                  |
| Оксфорд       | 2210      |                                                  |
| Аутлук        | 2210      | Высочайшая точка Аксель-Хейберга                 |
| Один          | 2147      | Высочайшая точка Баффиновой Земли                |
| Асгард        | 2015      |                                                  |
| Киайивик      | 1963      | Высочайшая точка северной части Баффиновой Земли |
| Ангилаак      | 1951      | Высочайшая точка острова Байлот                  |
| Кисимнгиуктук | 1905      |                                                  |
| Эрроухед      | 1860      |                                                  |
| Юджин         | 1850      |                                                  |
| Укпик         | 1809      |                                                  |
| Нукап         | 1780      |                                                  |
| Бестил        | 1733      |                                                  |
| Туле          | 1711      |                                                  |
| Ангна         | 1710      |                                                  |
| Тор           | 1675      | Высочайший вертикальный спуск в мире             |
| Кобвик        | 1642      | Высочайшая точка Канады восточнее Альберты       |

## Горные хребты
Несколько хребтов Арктических Кордильер имеют собственные названия.
Аксель-Хейберг: Джиодетик, Джой, Принцесса Маргарет, Суисс, Уайт-Триплетс.
Баффинова Земля: горы Баффин, горы Брюса, горы Эверетта, Харц, горы Крага, Пресипитоз.
Батёрст: Гроган-Морган, Джеффриз, Скорсби (горный хребет), Стоукс.
Байлот: Байам-Мартин.
Девон: Каннингхем, Дуэру, Гриннел, Хэддингтон, Троутер.
Элсмир: Блэкуэлдер, Виктория-энд-Элберт, Голубые горы, Болдер, хребте Бритиш-Эмпайр, Челленджер, Конджер, Гарфилд, Инглфилд (горный хребет), Кригер, Осборн, Принц Уэльский, Сотут, Торндайк (горный хребет), Соединённые Штаты.
Ванье: Адам.
Лабрадор и Квебек: Торнгат.
- Фьорд Недлаксик (англ. Nedlukseak) в проливе Дейвиса
- Горный хребет Конджер[англ.] и ледяная вершина Ад-Астра
- Хребет Осборн[англ.]

## Флора и фауна
В суровых условиях арктической тундры выживает мало растений. Мороз может ударить в любое время года, а из-за крайнего подавления холодом процессы почвообразования чрезвычайно замедленны. Три четверти поверхности — голые камни, даже лишайникам сложно выжить в этих условиях. Деревьев почти нет. Растения, произрастающие в регионе, в основном стелющиеся, и формируют так называемые стланники, характерные для горной тундры.
Некоторые представители флоры: чёрная ель, арктическая ива, пушица, калоплака, кобрезия, мхи, ситниковые, камнеломка супротивнолистная, дриада, осоковые, диапенсия лапландская, полярный мак, дриада восьмилепестная, кисличник двустолбчатый, смолёвка бесстебельная, черника, кассиопея четырёхгранная.
Из-за холода в Арктических Кордильерах не живут ни рептилии, ни амфибии; насекомые также редки. Крупные травоядные региона — овцебык и северный олень, мелкие — копытные лемминги и арктический беляк; хищники — белый медведь, мелвильский островной волк, песец и горностай. Морские млекопитающие — нарвалы, белухи, моржи, кольчатая нерпа и морской заяц.
Мохноногая тундряная куропатка — распространённая в регионе Кордильер птица. Типичные пернатые хищники — кречет и белая сова. Распространённые приморские птицы — толстоклювая кайра, обыкновенная моевка, камнешарка, исландский песочник, обыкновенный чистик, галстучник, малый зуёк, глупыш. Водоплавающие птицы, населяющие регион Арктических Кордильер, — белый гусь, обыкновенная гага, гага-гребенушка и краснозобая гагара.

## Климат
Климат Арктических Кордильер очень негостеприимен. Зимой средняя температура — минус 35 °C, зима тёмная и очень длинная, хотя на южной оконечности она немного мягче и теплее. Всего 2600 человек населяют этот регион, основные поселения — Клайд-Ривер, Кикиктарджуак и Понд-Инлет; они маленького размера, их население — 820, 520 и 1549 человек соответственно. Большинство жителей региона занимается охотой с оружием и капканами и рыбной ловлей.
На острове Аксель-Хейберг в 1985 году были обнаружены пни деревьев возрастом 40 млн лет, что означает, что тогда климат был гораздо теплее и более влажен.
Изменение климата приведёт к тому, что биоразнообразие данной экозоны увеличится. Увеличение средних температур позволит большему количеству видов населять эти земли, в частности, здесь появятся грибы и новые растения.